# 宮城師範学校

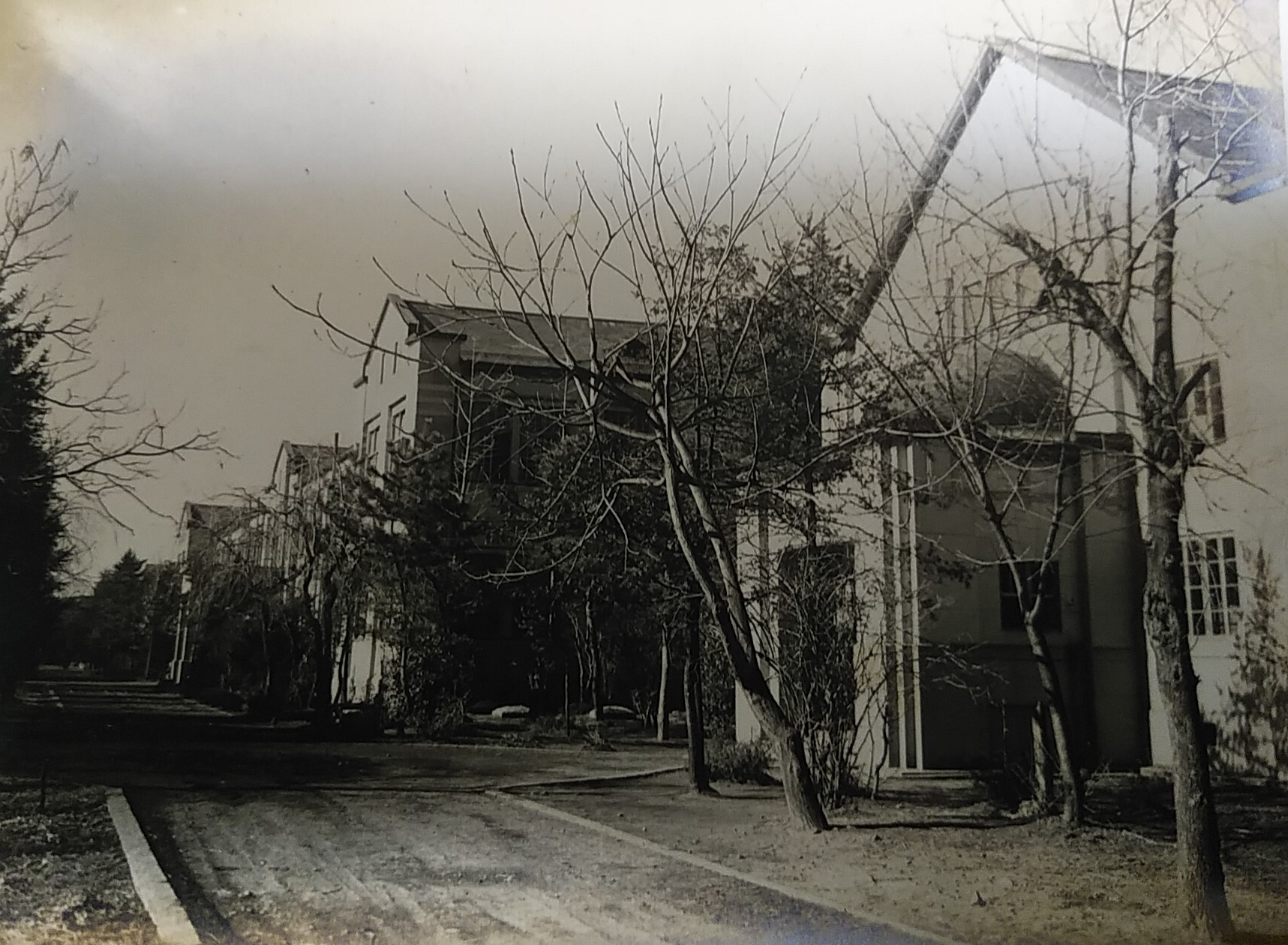
1948年頃宮城師範学校校舎

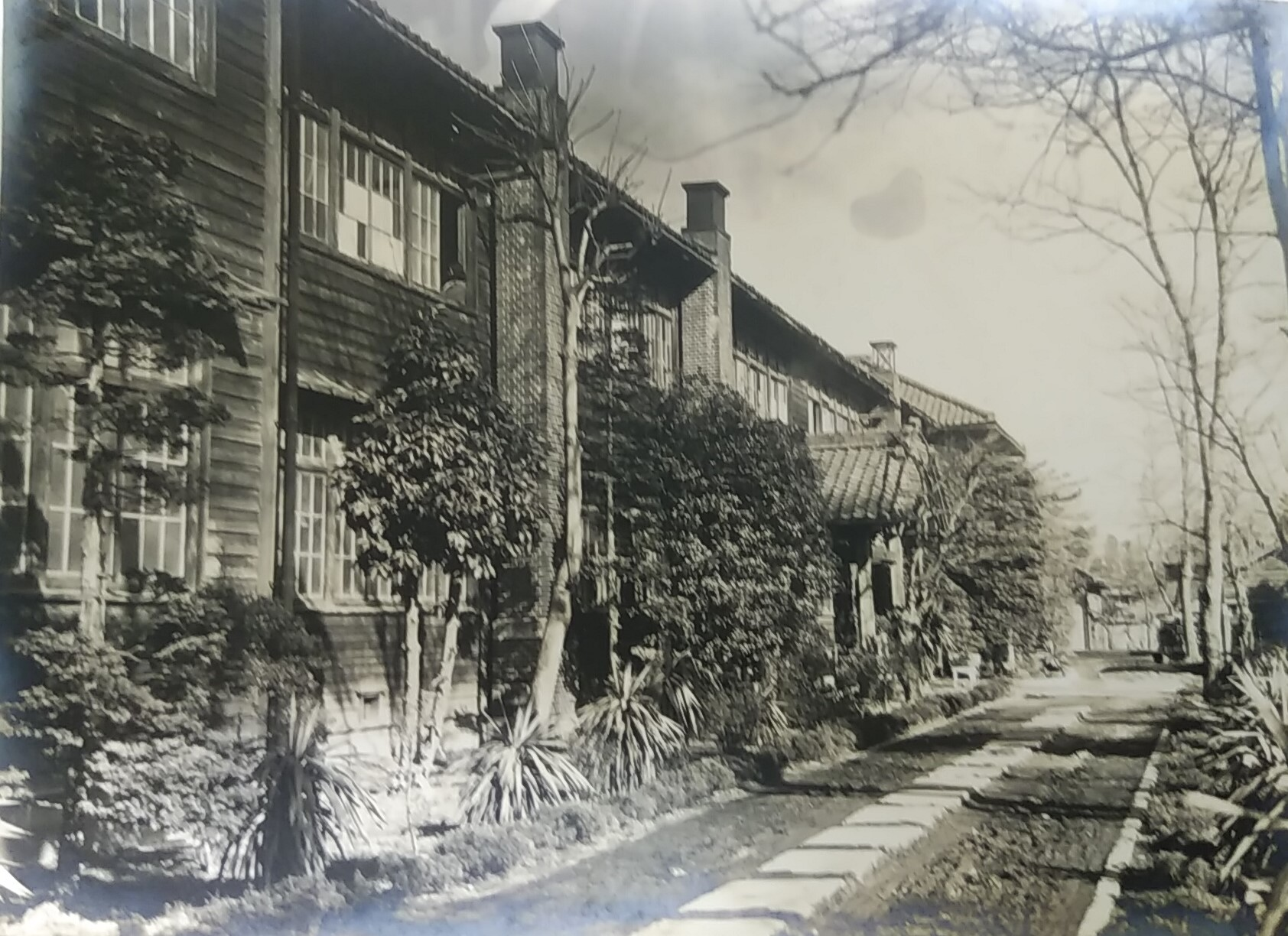
1948年頃宮城師範学校中島丁校舎

宮城師範学校 （みやぎしはんがっこう） は、明治初期、および第二次世界大戦中から戦後占領期にかけての二度にわたり、宮城県に設けられていた師範学校である。両校は前身・後身の関係にあり、ともに宮城教育大学の前身にあたる。
1. 旧・宮城師範学校 - 1873年（明治6年）に仙台に設置された官立の師範学校。1878年（明治11年）に廃止。
2. 宮城師範学校 - 1943年（昭和18年）に、1. を継承する県立の師範学校・女子師範学校を統合して設置された官立の師範学校。1949年（昭和24年）、新設された東北大学の一部となり、1951年（昭和26年）に廃止。

本項では上記の二校に加え、前身・後身となる宮城県尋常師範学校、宮城県師範学校、宮城県女子師範学校などの師範学校についても記述する。

## 概要

### 旧・宮城師範学校
- 明治初期に日本各地の7大学区に設置された官立師範学校の一校。

### 宮城師範学校
- 宮城県師範学校・宮城県女子師範学校の統合・官立移管により設置され、男子部・女子部を置いた。
- 旧・宮城師範学校を起源とする。
- 第二次世界大戦後の学制改革で新制東北大学教育学部 （1965年に教員養成系統は宮城教育大学として独立） の母体の一つとなった。

## 沿革

### 官立、宮城県立並設期

#### 旧・宮城師範学校
- 1873年8月18日： 学制における第七大学区の中心地、仙台に官立宮城師範学校設置。
  - 第六・第七大学区から各県5名上限で生徒募集。修業年限2年、入学資格は満25歳-35歳。
  - 校地は県庁南側 （現・勾当台公園付近）。
- 1874年4月： 附属小学校を設置 （現・宮城教育大学附属小学校）。
- 1878年2月14日： 官立宮城師範学校、廃止。
  - 明治政府の財政悪化による。校舎・備品等は宮城県に譲渡された。

#### 小学校教員伝習学校、仙台師範学校
- 1875年1月24日： 仙台・二番丁小学校三等訓導 木村敏、小学校教則講習所設立を宮城県に建議。
  - 木村敏は官立宮城師範学校の第1回卒業生。
- 1875年2月23日： 宮城県、伝習学校開学伺を文部省に提出。
- 1875年3月4日： 小学校教員伝習学校開校許可。
  - 3月23日開校。校舎は仙台 外記丁と北一番丁の角 （県庁の北東側） に所在。
  - 修学期間約100日。
- 1876年5月： 仙台師範学校と改称。
  - 上等小学校師範科を増設。修学期間9ヶ月、入学資格18歳-40歳となる。
- 1877年9月： 女子師範科を附設。
  - 下等科 （1年制）。入学資格14歳-35歳 （私費生のみ）。

### 宮城県立限定期

#### 旧・宮城県師範学校
- 1878年3月4日： 仙台師範学校、附属小学校を開設 （旧・官立宮城師範学校の附属小学校を継承）。
- 1878年7月26日： 仙台師範学校、旧・官立宮城師範学校校舎 （県庁南側） に移転。
  - この頃、公立宮城師範学校と改称[1]。
- 1881年7月[2]： 校内に宮城書籍館を設置 （宮城県図書館の起源）。
- 1883年1月： 女子師範学科を設置 （1884年廃止）。
  - 中等師範学科 （修業年限2年半）。入学資格16歳-25歳 （私費生のみ）。

#### 宮城県尋常師範学校
- 1886年5月28日： 師範学校令に準拠し宮城県尋常師範学校と改称 （本科4年制）。
- 1889年7月： 女子部を設置 （3年制）。
- 1891年3月： 仙台市北一番丁の新校舎に移転。
  - 北一番丁通り沿い、外記丁と同心丁の間に所在[3]。

#### 宮城県師範学校
- 1898年4月： 師範教育令に準拠し宮城県師範学校と改称。
- 1908年2月10日： 師範学校規程に準拠し学則制定。
  - 本科第一部 （4年制。予備科修了者・3年制高等小学校卒業者対象）・本科第二部 （1年制。中学校卒対象）・予備科 （1年制。2年制高等小学校卒対象） を設置。
- 1913年4月： 女子部を分離し、宮城県女子師範学校開校。
  - 宮城県師範学校は男子校となった。
- 1923年8月： 市内北七番丁1番地の新校舎に移転。
  - 現・仙台市青葉区上杉6丁目、宮城教育大学附属中学校・小学校・幼稚園所在地。
- 1925年4月： 本科第一部を5年制に変更 （2年制高等小学校卒対象に変更）[4]。
  - 同月、附属小学校も北七番丁に移転。
- 1926年4月： 専攻科を設置 （1年制）。
- 1931年4月： 本科第二部を2年制に延長[5]。

#### 宮城県女子師範学校
- 1877年9月： 仙台師範学校に女子師範科を附設。
- 1883年1月： 公立宮城師範学校に女子師範学科を設置 （1884年廃止）。
- 1889年7月： 宮城県尋常師範学校に女子部を設置 （3年制）。
- 1913年4月： 宮城県師範学校から女子部を分離し、宮城県女子師範学校開校。
  - 校舎は仙台市中島丁に所在 （現・青葉区八幡1丁目、宮城県第一女子高等学校校地）。
  - 仙台市から市立八幡尋常小学校の校地校舎の提供を受け、附属小学校を開設。
- 1918年4月： 校内に宮城県第二高等女学校 （現・宮城県第二女子高等学校） を併設。
  - 1921年、第二高等女学校は現在の連坊校地に移転。
- 1924年4月： 校内に宮城県第三高等女学校 （現・宮城県第三女子高等学校） を併設。

### 官立限定期

#### 宮城師範学校
- 1943年4月1日： 宮城県師範学校・宮城県女子師範学校を統合し、官立宮城師範学校設置。
  - 旧宮城県師範学校校舎に男子部、旧宮城県女子師範学校校舎に女子部を設置。
  - 本科 （3年制。中等学校卒対象）・予科 （3年制。高等小学校卒対象） を設置。
- 1947年4月： 男子部・女子部それぞれに附属中学校 （新制） を開設。
- 1949年5月31日： 東北大学に包括され、教育学部の前身の一つとなる。
  - 教員養成系大学 （学芸大学） の分置が認められた特別地域 （北海道・東京・愛知・大阪・京都・福岡） ではなかったため、一県一大学の原則により、旧帝大系大学では唯一、教員養成課程を包含することになった。
  - 6月22日、宮城師範学校男子部校地に東北大学分校 （通称： 教育教養部。1957年から北分校） を設置。
- 1950年4月： 旧女子部校地に男子部・女子部の附属中学校を統合 （現・宮城教育大学附属中学校）。
- 1951年3月： 東北大学宮城師範学校 （旧制）、廃止。
  - 教育学部の後期課程は 1951年4月に開講されたが、教育科学専攻 （教育学科） と学校教育科学専攻 （学校教育学科・特殊教育学科） に分けられていた。教育教養部から学校教育科学専攻へはそのまま進学できたが、教育科学専攻へは選考を経ないと進学できないなど、両者は別個の扱いを受けていた[6]。

## 歴代校長
旧・宮城師範学校
- 校長： 大槻文彦 （1873年8月 - 1874年12月）
- 校長： 松林義規 （1874年12月 - 1877年4月）
- 校長： 吉川泰二郎 （1877年4月 - 1878年5月）

宮城県師範学校（前身諸校を含む）
- 校長： 木村敏 （1875年2月 - 1878年3月）
- 校長事務取扱： 箕浦勝人 （1878年3月 - 1878年5月）
- 校長： 吉川泰二郎 （1878年5月 - 1878年9月）
- 校長事務取扱： 箕浦勝人 （1878年9月 - 1879年3月）
- 校長： 館藤陸二 （1879年3月 - 1879年4月）
- 校長： 和久正辰 （1879年4月 - 1884年7月）
- 校長： 秋山恒太郎 （1884年7月8日[7] - 1888年5月15日）
- 校長： 渡辺洵一郎 （1888年5月15日[8] - 1892年4月）
- 校長： 田中敬一 （1892年4月1日 - 1893年4月）
- 校長： 岡五郎 （1893年4月7日 - 1897年10月23日）
- 校長： 桑原護一 （1897年10月23日 - 1898年10月24日）
- 校長： 里村勝次郎 （1898年11月7日 - 1902年12月9日）
- 校長： 新荘義之 （1902年12月24日 - 1906年2月14日）
- 校長： 堀義太郎 （1906年2月14日 - 1909年9月28日）
- 校長： 永瀬伊一郎 （1909年9月28日 - 1913年3月31日）
- 校長： 樋泉慶次郎 （1913年3月31日 - 1917年6月28日）
- 校長： 児崎為槌 （1917年6月28日 - 1919年11月）
- 校長： 柴垣則義 （1919年11月 - 1923年1月?）
- 校長： 若月岩吉 （1923年11月? - 1924年7月）
- 校長： 東基吉 （1924年7月 - 1925年4月）
- 校長： 小山光彦 （1925年4月 - 1933年3月）
- 校長： 萱場今朝治 （1933年3月 - 1938年4月）
- 校長： 山本昇 （1938年4月 - 1943年3月）

宮城県女子師範学校
- 校長： 小川正行 （1913年3月31日 - 1915年10月25日）
- 校長： 伊東武 （1915年11月2日 - 1921年4月20日[9]）
- 校長： 秋葉馬治 （1921年4月20日[9] - 1923年8月）
- 校長： 佐伯千寿 （1923年8月 - 1927年4月）
- 校長： 高野久太郎 （1927年5月 - 1935年4月）
- 校長： 丹沢美助 （1935年4月 - 1943年3月）

宮城師範学校
- 校長： 山本昇 （1943年4月1日[10] - 1945年4月）
- 校長： 鈴木記一郎 （1945年4月1日 - 1945年11月24日[11]）
- 校長： 鈴木正明 （1945年11月24日[11] - 1947年6月）
- 校長： 富野壮子路 （1947年6月 - 1949年5月）
- 校長： 田中保房 （1949年5月 - 1951年3月）
  - 東北大学分校 （教育教養部） 主事と兼務

## 校地の変遷と継承
宮城師範学校男子部
前身の宮城県師範学校から引き継いだ仙台市北七番丁 （現・青葉区上杉6丁目） の校地を使用した。宮城師範学校が東北大学に包括された際、北七番丁校地には東北大学分校 （教育教養部） が設置された。1957年4月、東北大学北分校と改称され、1958年10月に川内東地区に移転するまで北七番丁校地を使用した。旧校地には教育学部附属学校が残り、1967年からこれらの附属学校 （附属中学校・小学校・幼稚園） は宮城教育大学に移管されて現在に至っている。寄宿舎・尚心寮は東北大学への移管後、1976年に以文寮として統合移転されたため廃寮となった。
宮城師範学校女子部
前身の宮城県女子師範学校から引き継いだ仙台市中島丁 （現・青葉区八幡1丁目） の校地を使用した。1950年、男子部・女子部それぞれの附属中学校が中島丁校地に統合された。1953年7月、附属中学校は北七番丁に移転した。代わって中島丁校地には宮城県第一女子高等学校が移転し、現在に至っている。また県女子師範学校以来の寄宿舎・如春寮は東北大学への移管後、移転改築を経て現在も存続している。

## 著名な出身者
- 秋保安治 - 東京高等工業学校教授、東京科学博物館館長
- 天津敏 - 俳優
- 井土霊山 - ジャーナリスト、文筆家、漢詩人、自由民権家
- 小野さつき - 小学校教諭（川で溺れた生徒を救おうとして殉職）
- 草刈親明 - 弁護士、衆議院議員、群馬県知事
- 一ノ倉貫一 - 岩手県獣医学校長、衆議院議員